# Dorio
Dorio là một đô thị trong tỉnh Lecco, trong vùng Lombardia của Ý, cự ly khoảng 70 kilômét (43 mi) về phía bắc của Milan và khoảng 30 kilômét (19 mi) về phía bắc của Lecco. Tại thời điểm ngày 31 tháng 12 năm 2004, đô thị này có dân số 355 người và diện tích là 12,7 km².
Dorio giáp các đô thị: Colico, Dervio, Introzzo, Pianello del Lario, Sueglio, Tremenico, Vestreno.